# Tocaris

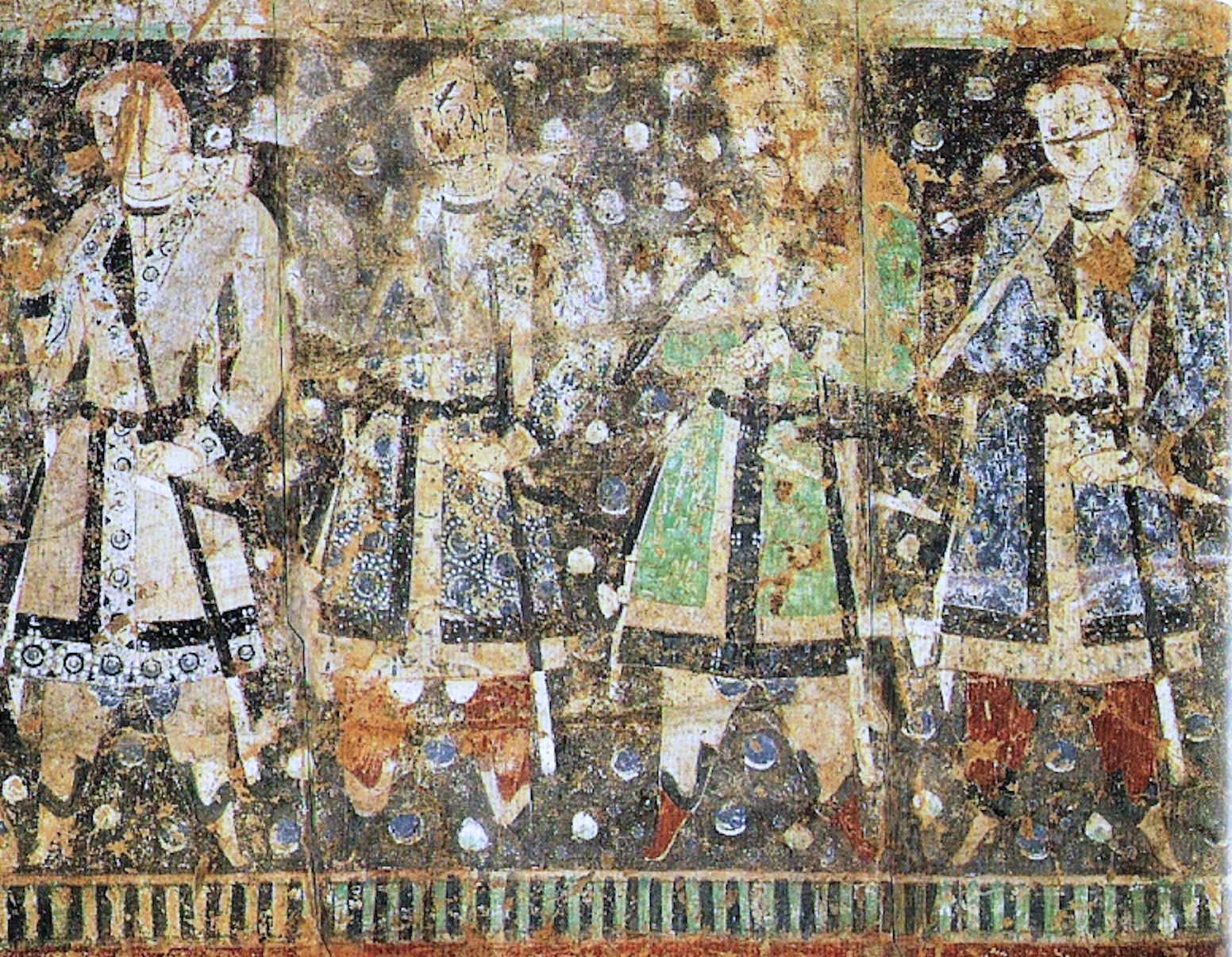
Pintura dels antics tocaris

Els tocaris o tokharis (dits pels hindús: qushana; les antigues fonts xineses els anomenen yuezhi, llatí tocharii) foren un poble de Bactriana i part de Sogdiana, formaven una confederació tribal del Kansu a la Xina. Són esmentats per Claudi Ptolemeu i Plini el Vell entre d'altres. Vivien a la conca del Tarim, al territori que actualment és la Regió Autònoma Uigur de Xinjiang, en l'oest del que és l'actual República Popular de la Xina. Eren tribus nòmades dedicades al pasturatge. La seva peculiar cultura es va estendre des de prop del 1800 aC a la fi del primer mil·lenni de la nostra era. La seva llengua es coneix com a tocari i és indoeuropea.
Els yuezhi fou el nom xinès d'aquest poble segons es desprèn de textos en sànscrit. En les fonts clàssiques, el poble és identificat com els tocaris (tokharis) i també a l'Índia, on van formar el Regne indoescita, foren coneguts pels tukhara, que van envair Bactriana, considerat un poble escita indoeuropeu. Claudi Ptolemeu, al segle ii, VI, 16, encara parla del poble dels Thaguroi (que podria derivar de Tangri, el 'cel'), de la muntanya Thagouron i de la vila de Thogara, derivacions de tocari. De fet, els tocaris seria només el nom d'una de les tribus, però la seva condició d'indoeuropeus no presenta dubtes. Més dubtosa és la tesi de Gustav Haloun, que pensa que yuezhi és una derivació d'un nom anterior, zgudja, que seria l'equivalent a 'escita' (ashkuzai, en assiri).

## Arqueologia i protohistòria
A partir del 1980, el descobriment de cossos humans momificats naturalment per la sequedat de la regió anomenada actualment Turkmenistan oriental (és a dir, la província autònoma de la Xina anomenada Xinjiang Uigur) va evidenciar que, ja entre el 4000 i el 1800 aC, existia en aquest territori una població d'aspecte caucàsic, molts dels individus dels quals tenien els cabells rossos o pèl-rojos i els ulls clars (l'existència de població amb aquestes característiques es coneixia des de feia molt de temps gràcies al fet que era citada per fonts xineses que la situaven a la Conca del Tarim i a la Jungària). Un article presentat pels arqueòlegs Hemphill i Mallory el 2004 arriba a les conclusions següents:
"Aquest estudi confirma l'asserció d'Han [1998], segons la qual els ocupants d'Alwighul i Krorän no van derivar de poblacions protoeuropees estepàries sinó que mantenien en gran part íntimes afinitats amb poblacions del Mediterrani oriental. Encara més, els resultats demostren que tals pobles del Mediterrani oriental poden també haver fundat els centres urbans de la civilització de l'Oxus (Amudarià) localitzats al nord i oest de Bactriana. Existeixen, especialment, íntimes afinitats entre Krorän, l'última de les troballes del Xinjiang, i Sapalli, la primera de les troballes a Bactriana, mentre que Alwighul i altres jaciments tardans de Bactriana exhibeixen majors distàncies d'afinitat fenotípica. Així, aquest jaciment pot reflectir una possible variació dels contactes interregionals a Àsia central durant les primeres centúries del segon mil·lenni abans de Crist."
No obstant això, una altra teoria estima que els establiments de la conca del Tarim i la conca de Turpan van ser originats per pobles de les estepes i de les muntanyes situades immediatament al nord i a l'oest de l'Àsia central. Tals pobles són relacionats amb la cultura Afanasevo i la cultura Andronovo; ambdós grups colonitzadors haurien explotat els ambients del Tarim i de Turpan barrejant les seves maneres de producció agrícola. La cultura Afanasevo, formada en la perifèria oriental del continuum de la zona dels llenguatges indoeuropeus, ha tingut el centre al nord dels mars Negre i Caspi, i -segons la teoria de J. P. Mallory i Victor H. Mair (2000)- en aquesta es trobaria l'origen del llenguatge tocari. Les anàlisis dels productes tèxtils corresponents a les mòmies del Tarim mostren certes similituds amb les civilitzacions europees de l'edat de ferro europea (per exemple, amb la cultura de La Tène), datades cap al 800 aC; hi inclouen tèxtils de teixit creuat dit en anglès twill i el tartà. Les mòmies femenines duen un tipus de faldilla molt similar als que es troben preservats en jaciments de l'edat de bronze nòrdica. Equivocadament, ja que moltes d'aquestes mòmies vestien tartà, alguns han suposat i suposen que es tractava de poblacions cèltiques; els estudis genètics i lingüístics desmenteixen l'exactitud d'aquestes suposicions. El més probable és que es tracti de poblacions amb orígens paleoeuropeus: en el quart mil·lenni aC, existien al nord del mar Negre poblacions paleoeuropees, les quals alguns investigadors vinculen directament amb l'anomenada cultura dels Kurgans (o cultura Kurgan) o amb la ja referida cultura Afanasevo.

## Orígens
La primera referència coneguda dels Yüeh-chi va ser feta pel xinès Guan Zhong el 645 aC en el seu Guanzi 管子(Assajos Guanzi: 73: 78: 80: 81). Les dates d'aquest llibre es discuteixen, tanmateix, i pot datar tant de l'últim com del primer segle BCE. El llibre anomenat Yuzhi 禺氏, o Niuzhi 牛氏, descriu una gent del nord-oest que proveïa de jade els xinesos des de les muntanyes pròximes de Yuzhi 禺氏, a Gansu. El subministrament de jade des de la Tarim Basin, des de temps antics, està documentat de manera arqueològica: "Se sap bé que els antics "rulers" (??) xinesos tenien un gran accés al jade. Tots els elements de jade excavats des de la tomba de Fuhao 妇好 de la dinastia Shang, més de 750 peces, provenien de Khotan, al Xinjiang modern. A la primera meitat del primer mil·lenni, els Yüeh-chi van començar el comerç de jade, del qual els consumidors essencials eren els "rulers" (??) de la Xina agrícola." (Liu (2001), pàg. 267-268). El sufix "Di" o "Zhi" (xinès: 氐) era generalment utilitzat per a descriure la gent Di, "bàrbars occidentals", en annals xinesos.
Segons l'anterior erudit de l'URSS, Zuev, hi havia una reina entre l'extensa confederació Yüeh-chi, que va adherir a les seves possessions les terres del Tochar (pinyin: Daxia) en la capçalera del Huanghe, circa (??) tercer segle BCE. Segons ell, les cròniques xineses es començaven a referir a la tribu de la reina com el Gran Yüeh-chi (Da Yüeh-chi), i per anomenar el Daxia/Tochars, el Menor Yüeh-chi (Pinyin: Xiao Yüeh-chi). Junts, s'anomenaven simplement Yüeh-chi. En el segle cinquè CE, un científic (?) i el monjo traductor Kumarajiva, mentre traduïa texts a xinès, feia servir el nom "Yüeh-chi" per traduir "Tochar". A la meitat del segon segle BCE, els Yüeh-chi conquerien la Bactriana, i els autors grecs antics ens informen que els conqueridors de la Bactriana eren les tribus d'Asii i Tochari. Bactriana, que en les cròniques xineses, s'anomenava el país de Daxia, i. e. Tocharistan i el llenguatge de Bactriana/Tocharistan era el "Tocharian".
Els Yüeh-chi són també documentats en detall en les relacions històriques xineses, en particular als segles I-II BCE en el document Registres del Gran Historiador, o Shiji, per Sima Qian. Segons aquest document:
"Els Yüeh-chi, originalment, vivien en l'àrea entre el Qilian o muntanyes Celestials (Tian Shan) i Dunhuang, però després que fossin derrotats pel Xiongnu es van traslladar lluny, a l'oest, més enllà de Dayuan, on atacaven i conquerien la gent de Daxia i posaven la cort el seu rei al banc del nord del riu Gui [= Oxus]. Un petit nombre de la seva gent, que era incapaç de fer el viatge cap a l'oest, buscava refugi entre els bàrbars Qiang a les muntanyes del Sud, on es coneixen com el Menor Yüeh-chi.".
Del Qilian i Dunhuang, pàtria original dels Yüeh-chi, s'ha discutit últimament per no referir-se a les localitzacions actuals de Gansu; però a Tian Shan i a la regió de Turfan, 1.000 km a l'oest, Dunhuang s'identificava amb una muntanya anomenada Dunhong, llistada en el Shanhaijing.
Els Yüeh-chi poden haver estat una gent d'origen caucàsic, com indiquen els retrats dels seus reis en les monedes que donaven després del seu èxode a Transoxiana (segles I-II BCE), i especialment les monedes com les que donaven a l'Índia als kushans (segles I-III CE). Tanmateix, cap registre directe pel nom de "rulers" (??) Yüeh-chi no se sap si va existir (només els xinesos mencionen el seu nom), i hi ha algun dubte sobre la precisió de les seves primeres monedes.
Les fonts antigues xineses descriuen l'existència de "gent blanca amb cabell llarg" (la gent Bai del Shan Hai Jing), més enllà de la seva frontera nord-occidental, i tenen mòmies de Tarim molt ben conservades amb trets caucàsics trobades a l'antic oasi a la carretera de Seda, Niya, sovint amb cabells vermellosos o rossos, avui mostrats al Museu Ürümqi i datats al tercer segle aC; han estat trobades precisament en la mateixa àrea del Tarim Basin.
Els llenguatges indoeuropeus Tocharian també s'han testificat en la mateixa àrea geogràfica, i encara que la primera evidència epigràfica coneguda data del segle sisè CE, el grau de diferenciació entre Tocharian A i Tocharian B, i l'absència de restes de llenguatge Tocharian més enllà d'aquella àrea, tendeixen a indicar que existia un llenguatge Tocharian comú en la mateixa àrea d'assentament Yüeh-chi durant la segona meitat del primer mil·lenni aC.
Segons una teoria, els Yüeh-chi eren probablement part de la gran migració d'indoeuropeus de què es parlava, poblacions que s'instal·laven a l'orient de l'Àsia central (possiblement fins a Gansu) en aquella època. Els nòmades ordos, que vivien a l'est de la Xina, al nord dels Yüeh-chi, n'és un altre exemple. També les mòmies caucàsiques de Pazyryk, probablement escites en origen, són localitzades al voltant de 1.500 quilòmetres cap al nord occidental dels Yüeh-chi, i dataven també al voltant del tercer segle BCE.
Segons documents Han, els Yüeh-chi "estaven florint" durant el temps del primer gran emperador xinès Qin, però estaven regularment en conflicte amb la tribu veïna dels xiongnu, al nord-est.

## Primera emigració
El 209 aC, Mao-tun va succeir al seu pare T'ouman al capdavant de la confederació dels Hsiung-nu (al nord dels yüeh-chi). Mao-tun va derrotar els yüeh-chi al sud i els wu-sun al nord. Mao-tun va morir el 174 aC i el seu fill Laoxang (Lao-Chang, Lao-shang) va tornar a derrotar els yüeh-chi i va matar el seu rei en una batalla. Aquesta derrota decisiva va provocar l'emigració dels yüeh-chi cap a l'oest a través del Gobi del nord. Una part del poble, conegut pels xinesos com Siao Yuezhi ('petits yuezhi') es va establir al sud de les muntanyes Nanxan, entre els k'iangu del Tibet, que al cap de dos segles i mig n'havien adoptat la llengua. La resta del poble, coneguts per grans yuezhi (Ta yuezhi) es van establir a la vall de l'Ili, i s'enfrontaren als wu-sun, i arribaren a la riba nord del llac Issyk Kul, d'on van expulsar les tribus saces.
Mentre lluitaven amb els saces, van ser atacats pels wu-sun per la rereguarda i els van obligar a entrar a la vall de Ferganà, seguint el camí dels saces, i creant així una doble amenaça per al Regne grec de Bactriana, a la regió del Iaxartes.
El 128 aC, l'ambaixador Txang Ki'en va visitar els yuezhi. Segons l'historiador Sseu-ma Ti'en, ja ocupaven la Sogdiana al nord del riu Wei (Oxus), on havien establert la capital a Kien-xe, país que els xinesos anomenaven Ta-hia. En aquest any, sembla que el regne no estava ocupat pels yuezhi, i no és clar que estigués totalment ocupat pels saces. Podria molt ben ser que la major part encara en fos en mans dels grecs.
El 126 aC, els yuezhi haurien creuat l'Oxus i haurien ocupat la major part de la Bactriana sota domini dels grecs. Els saces sembla que es van dirigir al sud-oest i van ocupar Drangiana (Sistan) i Aracòsia (Kandahar).